# Plundrarfiskar
Plundrarfiskar (Artedidraconidae) är en familj i ordningen abborrartade fiskar med cirka 25 arter fördelade på fyra släkten. Arterna lever i Antarktiska oceanen vid havets botten. Det vetenskapliga namnet hedrar den svenska naturforskaren Peter Artedi och innehåller det grekiska ordet drako som syftar på fiskarnas utseende som påminner om drakar.

## Beskrivning
Dessa fiskar liknar stensimpan i utseende och når en kroppslängd mellan 4 och 35 cm. De saknar fjäll och har två tydlig från varandra skilda ryggfenor. Den första ryggfenan är kort och har bara en till sju strålar, den andra har betydlig fler strålar. Vid underkäken finns en påfallande skäggtöm.

## Systematik
Plundrarfiskar räknades i början som underfamilj till familjen Harpagiferidae som likaså förekommer kring Antarktis. Djurgruppens status ändrades sedan till familj. De båda familjerna bildar tillsammans en monofyletisk klad i underordningen notothenioider.
Familjen utgörs av fyra släkten:
- Artedidraco (Lönnberg, 1905)
- Dolloidraco (Roule, 1913)
- Histiodraco (Regan, 1914)
- Pogonophryne (Regan, 1914)

### Webbkällor
- Artedidraconidae på FishBase